# Zorana Arunović
Zorana Arunović (født 22. november 1986) er en serbisk skytte, der konkurrerer i pistolskydning. Hun repræsenterede sit land ved sommer-OL 2012 i London, hvor hendes bedste resultat var en 7. plads i 10 meter luftpistol.
Ved sommer-OL 2020 i Tokyo, som blev afholdt i 2021, sluttede hun på en 17. plads i 10 meter luftpistol.
Ved sommer-OL 2024 konkurrerede hun i både kvindernes 10 meter luftpistol, hvor hun opnåede en tiendeplads, og i det blandede 10 meter luftpistolhold, hvor hun sluttede på førstepladsen sammen med Damir Mikec.